# Delano Thomas
Delano Thomas est un joueur américain de volley-ball né le 26 janvier 1983 à Berkeley. Il mesure 2,01 m et joue central.

## Clubs
| Club                     | Pays       | De        | À         |
| ------------------------ | ---------- | --------- | --------- |
| Université d'Hawaii      | États-Unis | 2001-2002 | 2004-2005 |
| Reyel Volley Guadalajara | Espagne    | 2005-2006 | 2005-2006 |
| Avignon Volley-Ball      | France     | 2006-2007 | 2006-2007 |
| Autocommerce Bled        | Slovénie   | 2007-2008 | 2008-2009 |
| Leones de Ponce          | Porto Rico | 2009-2010 | 2009-2010 |

## Palmarès
- MEVZA (1)
  - Vainqueur : 2008
- Championnat de Slovénie (1)
  - Vainqueur : 2008
- Coupe de Slovénie (1)
  - Vainqueur : 2008
- Ligue mondiale (1)
  - Vainqueur : 2008
- World Grand Champions Cup
  - Finaliste : 2005
- Jeux Pan-Américains (1)
  - Finaliste :  2007
- Championnat d'Amérique du Nord (1)
  - Vainqueur :  2007
- Copa America (1)
  - Vainqueur : 2007